# Carl-Herbert Borgenstierna
Carl-Herbert Gotthard Sträng Borgenstierna, född 23 november 1902 i Stockholm, död 1 september 1981, var en svensk diplomat.

## Biografi
Borgenstierna var son till direktör Carl-Robert Borgenstierna och Karin Danielsson. Han tog juris kandidatexamen i Lund 1927 och tjänstgjorde vid generalkonsulatet i London samma år och vid beskickningen i Paris 1928–1930. Borgenstierna blev attaché vid Utrikesdepartementet (UD) och tjänstgjorde i London, Berlin, Rom, Washington, D.C., Bukarest 1930–1936 samt var andre legationssekreterare i Bukarest och Sofia 1936. Han var andre sekreterare vid UD 1937, förste legationssekreterare i Madrid 1939–1943, tillförordnad chargé d’affaires i Lissabon 1942, beskickningsråd i Buenos Aires 1944 och chargé d’affaires i Montevideo 1949. Borgenstierna var därefter sändebud i Caracas, Havanna, Ciudad Trujillo, Port-au-Prince 1953, Buenos Aires och Asunción 1958-1963 samt Madrid 1964-1968.
Han deltog i handelsförhandlingar med Argentina, Kuba, Spanien och Uruguay, luftfartsförhandlingar med Argentina och Uruguay och visaförhandlingar med Argentina och Paraguay. Borgenstierna var ordförande i Atlas Copco SA Expanola och styrelseledamot av Svenska handelskammaren Spanien.
Han gifte sig 1937 med Anita Knutzen (född 1911). Borgenstierna var far till Carl-Robert (född 1941) och Carl-Eric (född 1944).

## Utmärkelser
Borgenstiernas utmärkelser:
- Kommendör av Nordstjärneorden (KNO)
- Storkorset av Argentinska San Martinorden (StkArgSMO)
- Storkorset av Cubanska Carlos Manuel de Céspedesorden (StkCubCespO)
- Storkorset av Haitis Heders- och förtjänstorden (StkHaitFO)
- Storofficer av Perus förtjänstorden Al Merito (StOffPeruAM)
- Storofficer av Spanska Isabel la catolicas orden (StOffSpICO)
- Storofficer av Venezuelas Bolivarorden (StoffVenBO)
- Officer av Bulgariska Civilförtjänstorden (OffBulgCfO)
- Officer av Rumänska kronorden (OffRumKrO)